# C-Media
C-Media Electronics Inc.(씨-미디어 전자기업, 중국어: 驊訊電子企業股份有限公司)는 PC 오디오와 USB 기억 장치, 무선 오디오 장치를 위한 프로세서를 제조하는 컴퓨터 하드웨어 회사이다. 사운드 관련 프로세서 및 컨트롤러를 생산하고 보급형 제품부터 고급형 제품까지 골고루 출시하고 있다. 각종 무선 오디오장치 및 헤드폰 및 USB 스피커를 위한 전용 컨트롤러도 제조한다. 리얼텍, 크리에이티브, 비아, 시러스 로직, ESS 등과 같은 업체와 경쟁구도를 유지하고 있다.

## 제품

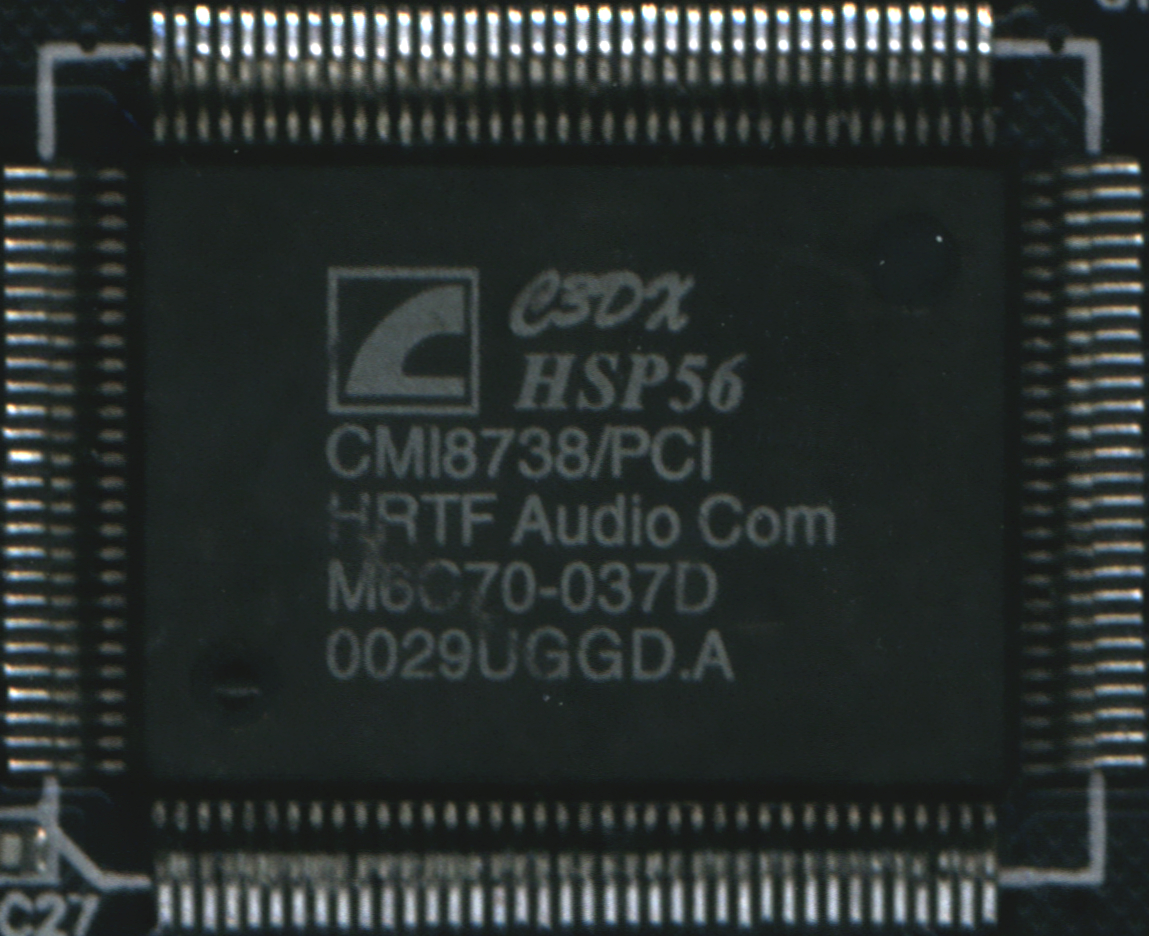
C-Media CMI8738 사운드 프로세서 (PCI 사운드 카드).

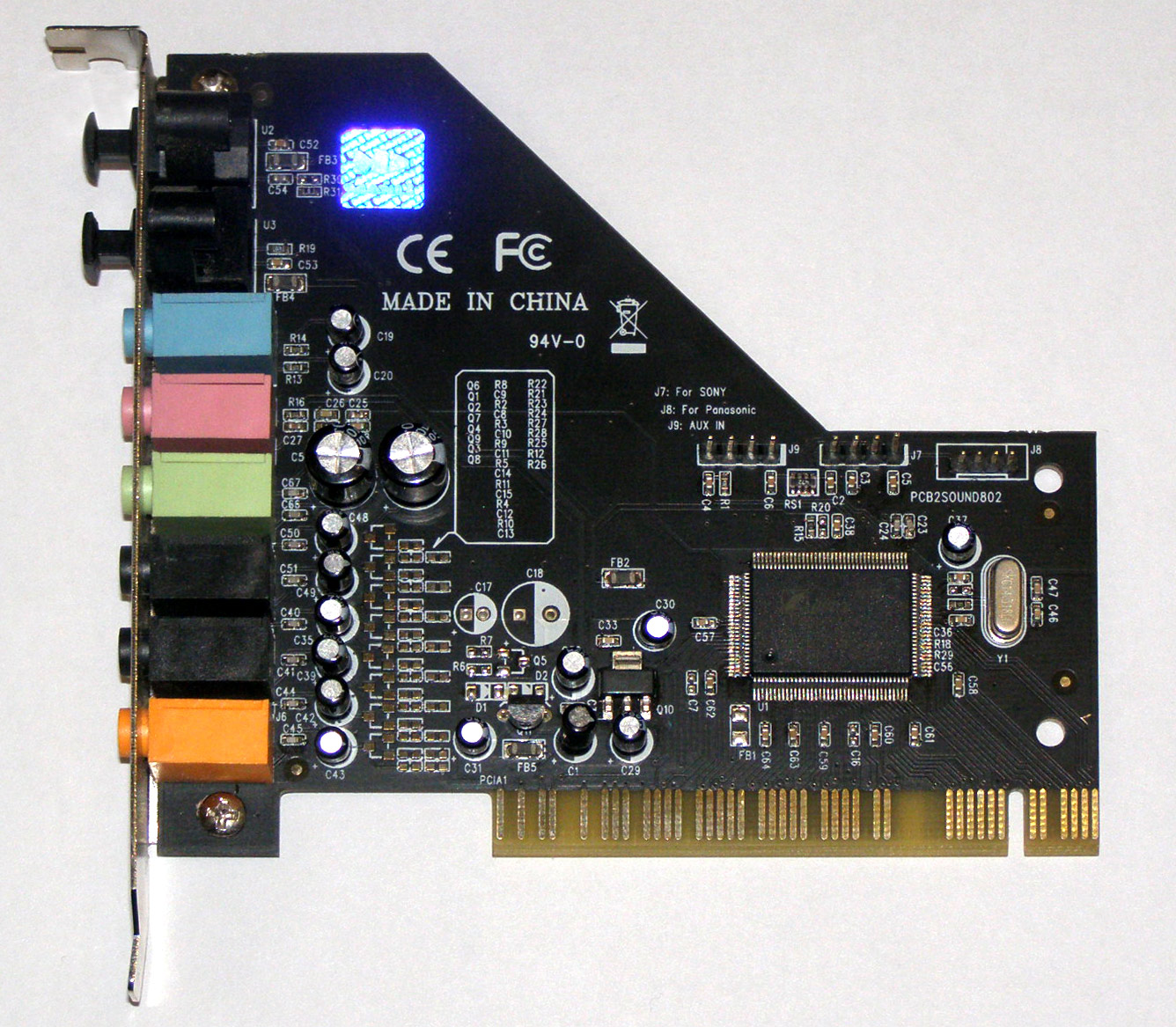
C-Media 사운드 카드 PCI 7.1 OEM (M-CMI8768-8CH)

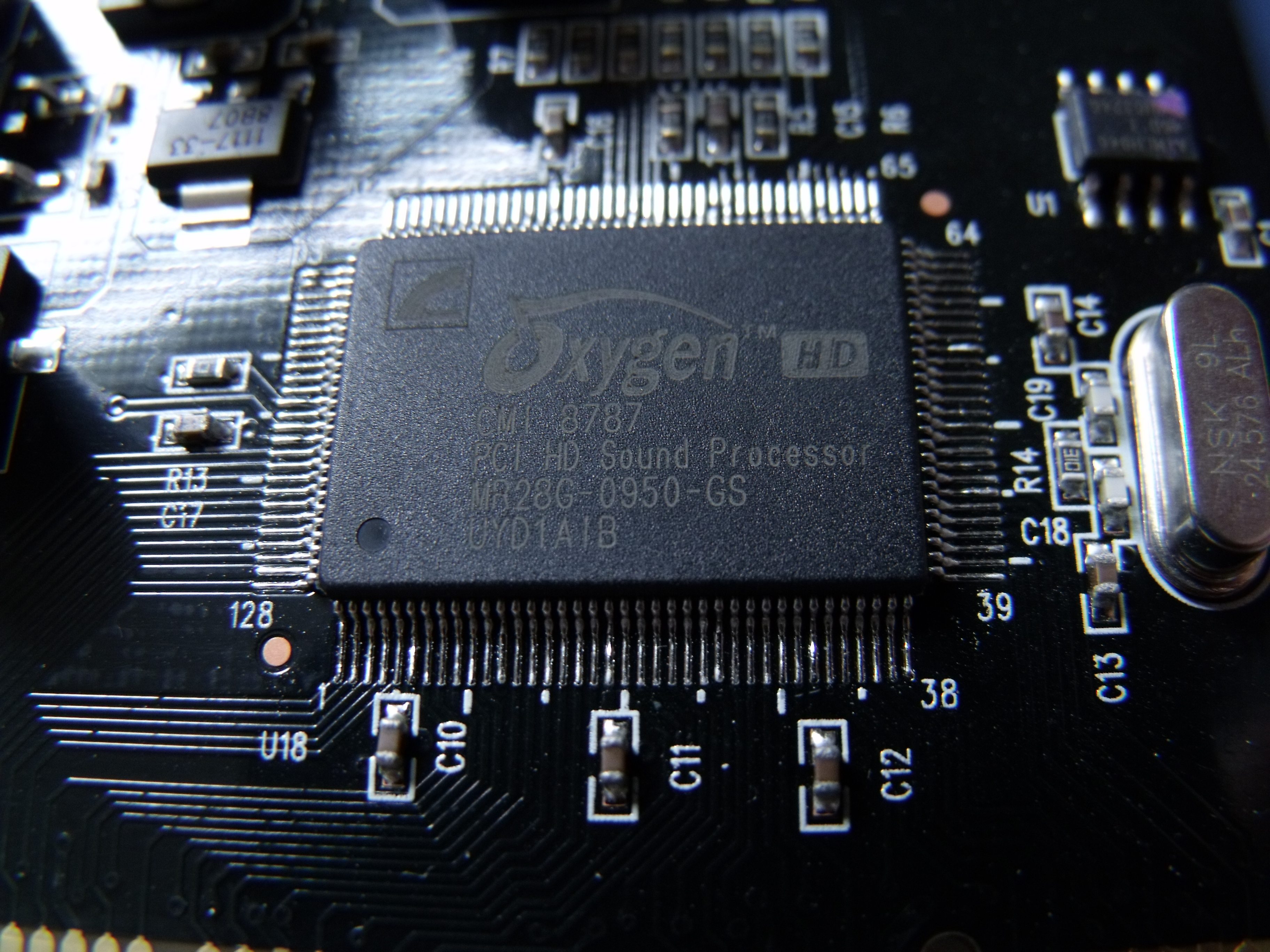
C-Media 옥시즌 HD CMI8787 사운드 프로세서 (PCI 사운드 카드).

### ISA 오디오 프로세서
- CMI8328
- CMI8330

### PCI 오디오 프로세서
- CMI8330
- CMI8338
- CMI8738-SX
- CMI8738-LX
- CMI8738-MX
- CMI8768
- CMI8768+ (돌비 디지털 라이브 인코딩)
- CMI8769
- CMI8770 (돌비 디지털 라이브 & DTS 커넥트 인코딩)
- Oxygen HD CMI8787
- Oxygen HD CMI8788 (돌비 디지털 라이브 & DTS 커넥트 인코딩)

### AC97 오디오 코덱
- CMI9738
- CMI9739
- CMI9761
- CMI9780

### High Definition 오디오 코덱
- CMI9880 (some of them have Dolby Master Studio certification)
- CM8888 (Oxygen Express-series) APPLICATIONS : PowerColor Devil HDX Sound Card[1]
- CMI8828 (Oxygen Express-series) APPLICATIONS : HT OMEGA FENIX Sound Card[2], SUNWEIT ST15, SUNWEIT ST16[3]
- CM8826 (Oxygen Express-series)[4]

### USB 오디오 프로세서
- CM101S+
- CM102-A+/S+
- CM103+
- CM106-L/F
- CM106-L+/F+
- CM108
- CM109
- Nitrogen D2

### Wi-Sonic 네트워크 오디오 프로세서
- CMWS-01: 오디오를 위해 CMI8769 사용.
- WS-011
- WS-012
- WS-021
- WS-022
- WS-101

### USB 기억 장치
- CM120
- CM220

*CM220F
*CM220L
*CM220S
- CM320

*CM320L
*CM320S

### O.E.M 벤더 오디오 프로세서
- Oxygen HD CMI8786 (O.E.M Xonar AsusTek Computer Inc.)
- ASUS AV66 (O.E.M Xonar AsusTek Computer Inc.)
- ASUS AV100 (O.E.M Xonar AsusTek Computer Inc.)
- ASUS AV200 (O.E.M Xonar AsusTek Computer Inc.)
- ASUS UA100 USB (O.E.M Xonar AsusTek Computer Inc.)

## 같이 보기
- AC97
- 사운드 카드